# Angélique du Coudray

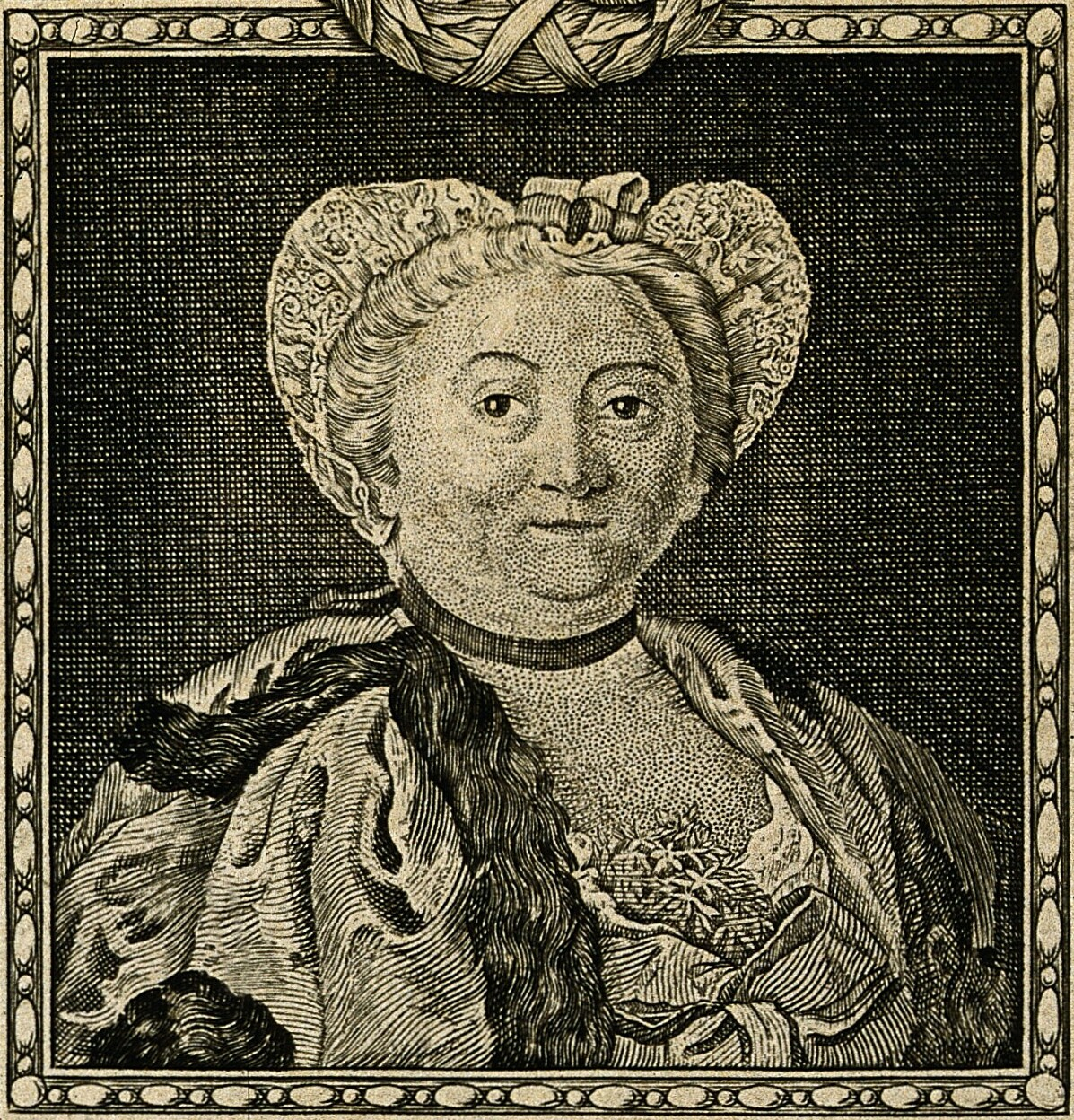
Portretgravure

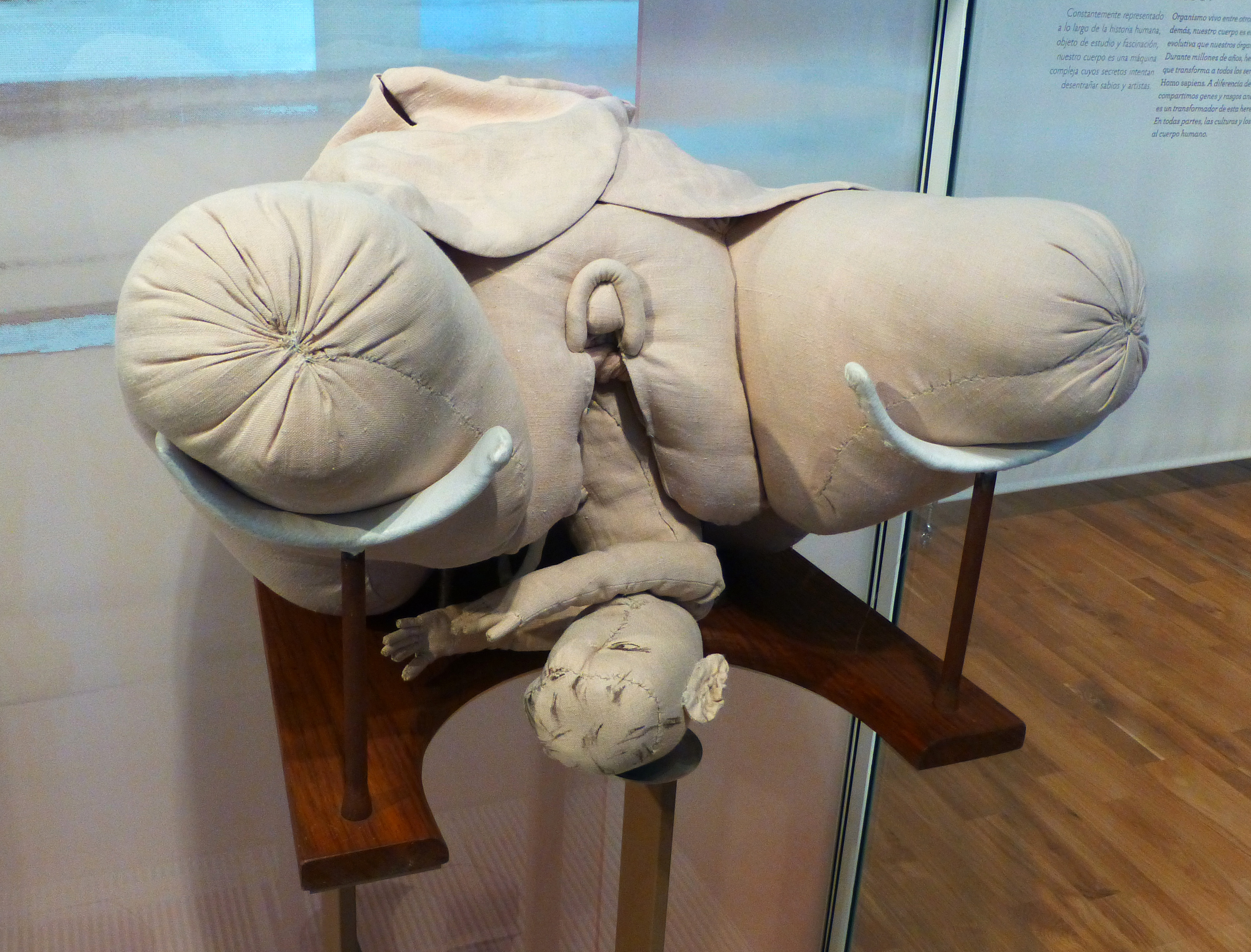
Replica van haar fantoom in het Musée de l'Homme van Parijs. Het enige bewaarde exemplaar bevindt zich in het Musée Flaubert et d'histoire de la médecine in Rouen.

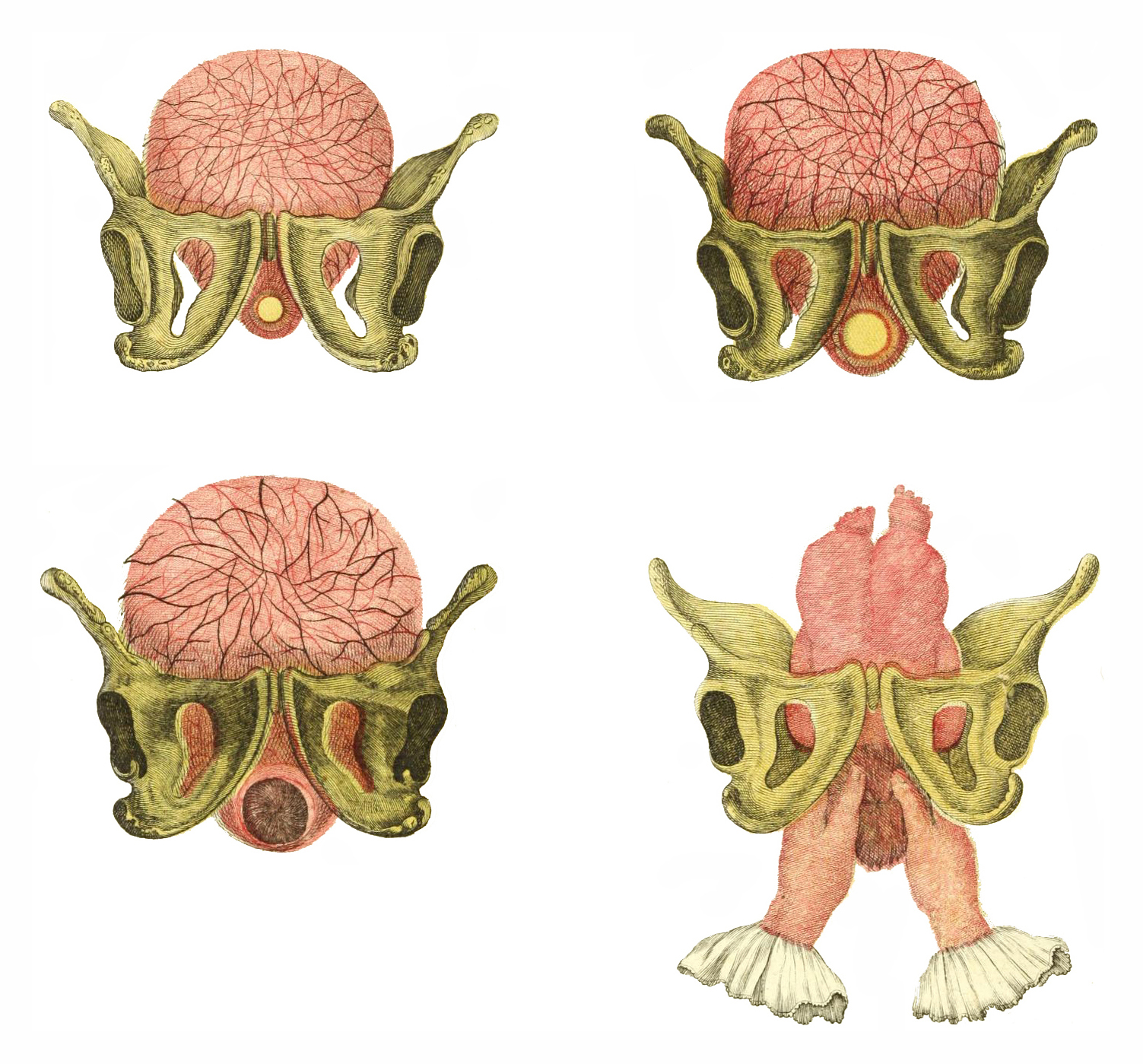
Kleurenafbeelding gemaakt door Du Coudray voor de editie van 1777

Angélique Marguerite Le Boursier du Coudray (Clermont-Ferrand (?), ca. 1712-1715 – Bordeaux, 17 april 1794) was een Franse vroedvrouw en docent verloskunde. Ze ontwierp een geavanceerd fantoom waarmee ze Frankrijk afreisde om de verlospraktijk op een hoger niveau te tillen. Ook haar handboek Abrégé de l'art des accouchemens (1759) droeg daartoe bij. Dankzij haar nieuwe pedagogie werd de kindersterfte in Frankrijk teruggedrongen.

## Leven
Intensief archiefonderzoek heeft niets prijsgegeven over de afkomst van Du Coudray en ook in haar geschriften liet ze niets los over ouders of familie. Dit is door biografen opgevat als een indicatie dat ze een vondeling kan zijn geweest of mogelijk op jonge leeftijd alleen kwam te staan. Haar geboorteplaats is onbekend, maar wordt gesitueerd in de Auvergne, meer bepaald – zij het zonder hard bewijs – in de hoofdplaats Clermont. Zeker is dat ze naar Parijs trok en er de driejarige leertijd volbracht bij meester-vroedvrouw Anne Bairsin. Zij was een van de ongeveer tweehonderd sages-femmes in de hoofdstad, waar ook heel wat dubieuze matrones bevallingen begeleidden. Op 26 september 1739 slaagde Du Coudray voor haar toegangsexamen, afgenomen door chirurgijnen van Saint-Côme  en door vroedvrouwen, in aanwezigheid van geneesheren van de Faculté de Médecine van de Sorbonne. Nadat ook de karaktergetuigenissen waren verzameld, werd ze op 21 februari 1740 ingezworen als matrone maîtresse sage-femme de la ville et des faubourgs de Paris.
De handtekening van Le Boursier – zoals ze zich in Parijs noemde – stond prominent op de petitie die veertig vroedvrouwen op 17 mei 1745 richtten aan de Faculteit Geneeskunde van de Sorbonne om een cursus anatomie en verloskunde in te richten voor hen. Ze bekloegen zich dat de daartoe bevoegde chirurgijnen hen in de steek lieten en speelden zo de rivaliteit van die groep met de geneesheren uit. De faculteit ging in op het verzoek, waardoor Du Coudray een universitaire cursus verloskunde kon volgen. Ze maakte naam en was zich bewust van haar waarde: toen ze in 1751 Madeleine Françoise Templier aannam als leerlinge, kwamen ze overeen dat die voor een leertijd van drie jaar zonder kost en inwoon het bedrag van driehonderd livres zou betalen, een stuk meer dan gebruikelijk. Maar die overeenkomst was van korte duur, want al na enkele maanden vertrok Le Boursier uit Parijs.
De heer van Thiers was naar de hoofdstad gekomen om iets te doen aan de grote kindersterfte op zijn domeinen in de Auvergne. De denataliteit baarde de autoriteiten zorgen en het schrijnende gebrek aan deskundigheid buiten Parijs begon als een van de oorzaken te worden gezien. Via de monnik-chirurgijn Jean Baseilhac, alias Frère Côme, kwam hij terecht bij Du Coudray. Ze zegde toe om naar Thiers te gaan en er onderricht te geven in de verloskunde, maar door de vijandigheid van de lokale chirurgijnen en matrones kreeg ze geen voet aan de grond. Nog in 1751 ging ze daarom in op een uitnodiging van de chirurgijnen van Clermont en vestigde ze zich met hun toelating in die grotere stad. Naast haar praktijk verstrekte ze gratis lessen en advies. In contact met de brute en bijgelovige praktijken van het platteland ontwikkelde ze haar pedagogie. Instrumenten zoals de forceps waren daar geen deel van, want dat privilege werd opgeëist door de chirurgijnen, gesterkt door een arrest van het Parlement van Parijs dat vrouwen in 1755 verbood zich in te laten met hun beroep (en bij uitbreiding met de instrumenten ervan). Toch zag ze de bevalling als een mechanisch probleem. En om het te onderwijzen aan ongecultiveerde groepen die geen boodschap hadden aan theorie, vond ze een machine uit die sprak tot de ogen en de handen.
Het idee van een demonstratiepop was niet nieuw. Dergelijke fantomen bestonden al in Duitsland en Engeland en ook in Parijs zal Du Coudray er gezien hebben. Maar haar machine, of mannequin zoals ze ook wel zei, was didactisch bijzonder geavanceerd en effectief. Het was een levensgroot, gestoffeerd vrouwenbekken uit linnen en leer, waarin menselijke beenderen waren verwerkt (later vervangen door hout en vlechtwerk). Er was een baarmoeder, een uitneembare foetuspop met navelstreng, en diverse organen. De Académie royale de chirurgie  stelde haar leden Césare Verdier en André Levret aan om de machine te evalueren. De Coudray's overtuigende demonstratie leidde op 13 mei 1756 tot een zeer gunstig verslag. Het fantoom liet toe complexe situaties te visualiseren en delicate handgrepen te simuleren. Beginnelingen hoefden niet meer te oefenen op echte vrouwen, wat zowel de veiligheid als de privacy ten goede kwam.
Gewapend met de goedkeuring van Parijs keerde Du Coudray terug naar de Auvergne en zette er haar eerste lessenreeks op. De cursus besloeg veertig lessen van een volle dag en was afgerond in twee maanden. Energiek en communicatief sterk, begon ze met basistheorie, gaf dan praktische technieken en eindigde met morele raad over de houding tegenover de bevallende vrouwen (troostend zonder angst aan te jagen) en de keuze van de voedster. Haar ambities reikten stilaan hoger. In 1757 trok ze naar Parijs met de tekst van een handboek en de vraag om een koninklijke bezoldiging, want zeker in de context van de Zevenjarige Oorlog was het kraambed een zaak van staatsbelang. François-Sauveur Morand, een oude bekende die nu koninklijk censor was, gaf toelating tot drukken. Het duurde nog tot begin 1759 vooraleer haar handboek in Parijs verscheen onder de titel Abrégé de l'art des accouchemens ('Kort onderricht over de kunst van de bevallingen'). Verdier had er nog noten en observaties aan toegevoegd, zonder naamsvermelding. Het boek had geen illustraties, maar dat zou in latere edities meer dan goedgemaakt worden. De versie van 1777 bevatte 26 kleurprenten van eigen makelij.
De bezoldiging werd niet toegekend, maar het programma van Du Coudray viel in goede aarde en leverde haar op 19 oktober 1759 een brevet op, ondertekend door koning Lodewijk XV. Het liet haar toe vrij te reizen in het hele koninkrijk om publiek verloskundig onderricht te geven. Op 47-jarige leeftijd begon ze aan een rondreis die haar in alle delen van Frankrijk zou brengen. Het brevet en haar auteurschap verleenden haar de status om intendanten en andere gezagsdragers aan te schrijven. Ze deed dat op een toon van gelijkwaardigheid, wat sommigen irriteerde. Het brevet werd op 18 augustus 1767 uitgebreid en kende haar dan toch een jaargeld van 8000 livres tournois toe. Van 1759 tot 1783 verstrekte ze in zeker veertig steden haar cursus van twee maanden. Ze wantrouwde de vooroordelen onder praktizerende vroedvrouwen en nam alleen "verse" studenten aan.
Vanaf 1768 kreeg Du Coudray assistentie van haar vermeende nicht Marguerite Guillaumance en vanaf 1770 voegde ook Jean-Pierre Coutanceau, een chirurgijn uit Bordeaux, zich bij het team. De twee assistenten zouden later trouwen. Haar tocht bracht haar eind 1774 over de grens naar Vlaanderen. Ze gaf les in Nieuwpoort en Veurne en stuurde Coutanceau naar landvoogd Karel van Lorreinen met een brief waarin ze aanbood een uitgebreide cursus te verzorgen. Begin januari was ze voor zes weken in Ieper op uitnodiging van de baljuw en de schepenen. Jan Bernard Jacobs was aanwezig en doceerde later haar methode in Gent. Het tolken naar het Nederlands gebeurde door Frans Donaat van Daele, die tevens van de Abrégé een bewerking maakte in vraag-en-antwoordvorm.
In die periode kreeg Du Coudray meer last van haar jicht en corpulentie. Haar handboek had concurrentie van Augier Du Fot en Madame L'Enfant, een ex-leerlinge, maakte in Parijs haar machine na. Ze liet geleidelijk meer werk over aan Guillaumance en Coutanceau, maar in 1782 gingen die hun eigen weg. Hun leermeesteres verzorgde nog een kleine cursus in Auxerre en hield het dan in 1783 voor bekeken. Haar nalatenschap was indrukwekkend: bij een nationale enquête verklaarden vierduizend van de zesduizend ondervraagde vroedvrouwen dat ze waren opgeleid door Du Coudray of een van haar leerlingen. Zelf schatte ze dat ze 1500 vroedvrouwen en 500 mannelijke medici had getraind.
Du Coudray woonde vanaf 1783 in Bordeaux bij haar nicht en haar familie in het Collège de la Magdeleine. Tijdens de Franse Revolutie werd haar jaarpensioen van 6000 livres niet meer uitbetaald (in 1785 had minister Calonne op haar verzoek 2000 livres van de oorspronkelijke 8000 toegewezen aan Guillaumance). Tijdens het Schrikbewind zal ze bovendien verdacht zijn geweest als voormalig agent van de koning. Haar dood in 1794 werd aangegeven door twee belastingambtenaren, die haar mogelijk in het vizier hadden. Haar rustplaats is onbekend.

## Publicaties
- Abrégé de l'art des accouchemens: dans lequel on donne les préceptes nécessaires pour le mettre heureusement en pratique, & auquel on a joint plusieurs observations intéressantes sur des cas singuliers (1759)
- Onderwys voor de leerlingen in de vroed-kunde ofte Konst der kinder-bedden, by vraegen ende antwoorden getrokken uyt de lessen der vermaerde vroed-vrouw Du Coudray, door F.D. van Daele: Met een byvoegsel aengaende de geestelyke sorge, die de vroe-vrauwen moeten draegen, soo voor de swangere ende baerende vrauwen, als voor hunne vrucht (ca. 1775)

## Voetnoten
1. ↑  Volgens haar overlijdensakte stierf ze op 79-jarige leeftijd, wat haar geboorte in 1714/1715 zou plaatsen: Gelbart 1998, p. 12. Een vroege biograaf meende dat ze in 1712 in Clermont was geboren: Alexis Delacoux, Biographie des sages-femmes célèbres: anciennes, modernes et contemporaines, 1834, p. 70.
2. 1 2  Cody 2001, p. 390
3. ↑  Gelbart 1998, p. 25
4. 1 2  Gelbart 1998, p. 45
5. ↑  Gerbart 1998, p. 59
6. ↑  Nathalie Sage-Pranchère, "Sages-femmes et forceps: une liaison discrète mais durable (France, de la fin du XVIIIe au XXe siècle)" in: Accompagner l'accouchement d'hier à aujourd'hui. La main ou l'outil?, 2022, p. 177-179. DOI:10.3917/eres.morel.2022.01.0175
7. ↑  Gerbart 1998, p. 62
8. ↑  Gerbart 1998, p. 63
9. ↑  Gerbart 1998, p. 95-96
10. ↑  Gerbart 1998, p. 180
11. ↑  Gerbart 1995, p. 93, n. 26
12. ↑  Jacques Gélis, "L'Enquête de 1786 sur les sages-femmes du royaume" in: Annales de démographie historique, 1980, p. 299-343

- Biblioteca Nacional de España: XX1677751
- Bibliothèque nationale de France: cb12619143d (data)
- Gemeinsame Normdatei: 102554579
- International Standard Name Identifier: 0000 0000 8001 3506
- Library of Congress Control Number: n97032267
- Nationale Bibliotheek van Tsjechië: xx0130043
- Nationale Bibliotheek van Israël: 987007325691405171
- Nederlandse Thesaurus van Auteursnamen: 181909189
- Système universitaire de documentation: 050121162
- Virtual International Authority File: 63290005
- WorldCat: E39PCjxDFtW9yp9TvwGdhvgTjK